# Remniku oja
Remniku oja är en bäck i Estland. Den rinner genom i Illuka kommun och Alajõe kommun i landskapet Ida-Virumaa, i den nordöstra delen av landet, 170 km öster om huvudstaden Tallinn. Remniku oja har sitt utlopp i sjön Peipus vid byn Remniku.

## Klimat
Trakten ingår i den hemiboreala klimatzonen. Årsmedeltemperaturen i trakten är 5 °C. Den varmaste månaden är augusti, då medeltemperaturen är 18 °C, och den kallaste är januari, med −8 °C.